# Megamyrmaekion velox
Megamyrmaekion velox är en spindelart som beskrevs av Simon 1887. Megamyrmaekion velox ingår i släktet Megamyrmaekion och familjen plattbuksspindlar. Inga underarter finns listade i Catalogue of Life.